# Кес Кист
Кес Кист (хол. Kees Kist; 7. август 1952) бивши је холандски фудбалер.
Играо је за Херенвен од 1970. до 1972, за АЗ '67 од 1972. до 1982. (освојио холандско првенство 1981), за Париз Сен Жермен у сезони 1982/83, за Милуз у сезони 1983/84, и поново за АЗ од 1984. до 1986. У својој последњој такмичарској сезони вратио се да игра за Херенвен.
Постигао је 259 голова у 441 утакмици за АЗ Алкмар, од чега је постигао 212 голова у холандском првенству Ередивизији.
Кист је био први холандски фудбалер који је освојио Златну копачку, 1979. године, након што је постигао 34 гола у сезони 1978/79. док је играо за АЗ '67.
За репрезентацију Холандије је одиграо 21 утакмицу и постигао 4 гола. Године 1976. са холандском репрезентацијом освојио је бронзану медаљу на Европском првенству у Југославији. Био је учесник на Европском првенству 1980. у Италији, постигао је два гола на турниру.

## Успеси
АЗ '67
- Ередивизија: 1980/81.
- Куп Холандије: 1977/78, 1980/81, 1981/82.

Париз Сен Жермен
- Куп Француске: 1982/83.

Индивидуални
- Најбољи стрелац Ередивизије: 1978/79, 1979/80.
- Златна копачка: 1978/79.
- Највише постигнутих голова за АЗ у европским такмичењима: 18